# Kazım Öz

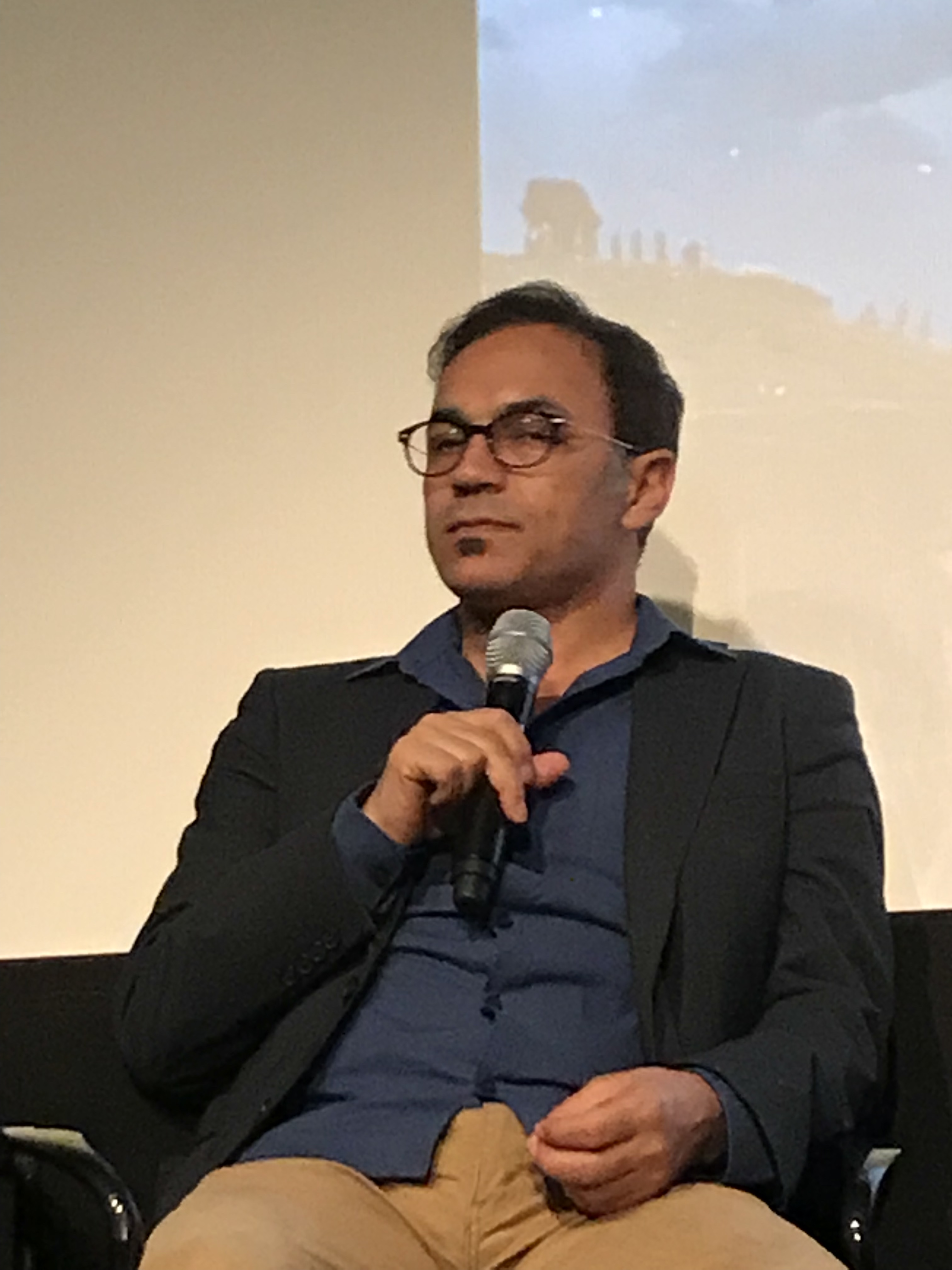
Kazım Öz al Cantor Center University di New York

Kasim Öz (Tunceli, 1973) è un regista, sceneggiatore e produttore cinematografico curdo.

## Biografia
Tunceli è il nome turco della città che i curdi chiamano Dersim nel Kurdistan. Si è laureato in Ingegneria civile presso l'Università di Yildiz, Istanbul, nel 1998. Contemporaneamente ha fatto l'attore e si è occupato di cinema frequentando corsi e stage presso la Facoltà di Belle Arti di Marmara, dove poi si è laureato in Cinematografia nel 2003.
Nel 1999, al festival Visionaria di Siena, Dino Frisullo (1952-2003), che a lungo aveva seguito le vicende del popolo curdo, ha presentato il film Ax (Terra) del regista Kasim Öz e ha tenuto una conferenza con Annette Hennemann presso il Santa Maria della Scala di Siena. Il film è la storia di un vecchio curdo che non vuole lasciare la propria terra e il proprio villaggio dove la gente è stata costretta ad andarsene ma per lui è pieno di ricordi. Il periodo dell'evento coincideva con il boicottaggio del corto poiché il corriere incaricato di portare il film in Europa fu arrestato perché sospettato di appartenere al Partito dei Lavoratori del Kurdistan.
Nel 2001 realizza il film Fotoğraf premiato in molti festival tra cui al VI Milano Film Festival, al XIII Trieste Film Fest, Menzione speciale al XVII Valencia Cinema Jove International Film Fest (2002) ed altri premi, menzioni e proiezioni speciali per il lungometraggio. Questo film, inserito nel programma della X edizione del New Horizons International Film Festival di Breslavia in Polonia, è stato invece rimosso in quanto tra gli sponsor figurava il Ministero della Cultura Turco.
Il film Zer, presentato in anteprima al XXXVI Festival del cinema di Istanbul (2017), è risultato censurato di due scene dal Ministero della Cultura e del Turismo turco per motivi politici poiché mostravano il Massacro di Dersim del 1938 in cui migliaia di curdi furono sterminati dall’esercito.
È stato arrestato nel 2018 con l'accusa di appartenere ad una organizzazione illegale e terroristica. Rilasciato dopo due giorni ha abbandonato la Turchia.
L'ultimo film realizzato da Öz, insiema a Semir Arslanyürek, è stato presentato in anteprima a Parigi nel novembre del 2022 dal titolo Elif Ana. È la storia della vita di Madre Elif, una santa dell'Anatolia i cui valori sono stati la pace, l'uguaglianza, l'amore, la tolleranza e la compassione e li ha condivisi con tutti coloro che ha incontrato attorno a sé.

## Filmografia
- Elif Ana, 123' (2022)
- Zer (Zero), 120' (2017)
- Beyaz Çınar (Sicomoro bianco), 83' (2016)
- Bir Varmış Bir Yokmuş (C'era una volta), 80' (2014)
- Son Mevsim: Şavaklar (La scorsa stagione: Şavaklar), 90' (2010)
- Bahoz (Tempesta), 155' (2008)
- Dûr (Lontano), 74' (2005)
- Fotoğraf (Il fotografo), 67' (2001)
- Ax (Toprak), (Terra), 27' (1999)
- Güneşe Yolculuk (Viaggio al sole), (1998)
- Destên Me Wê Bibin Bask Emê Bifirin Herin... (Le nostre mani diventeranno ali, voleremo via...), 27' (1996)